# Рейсшина

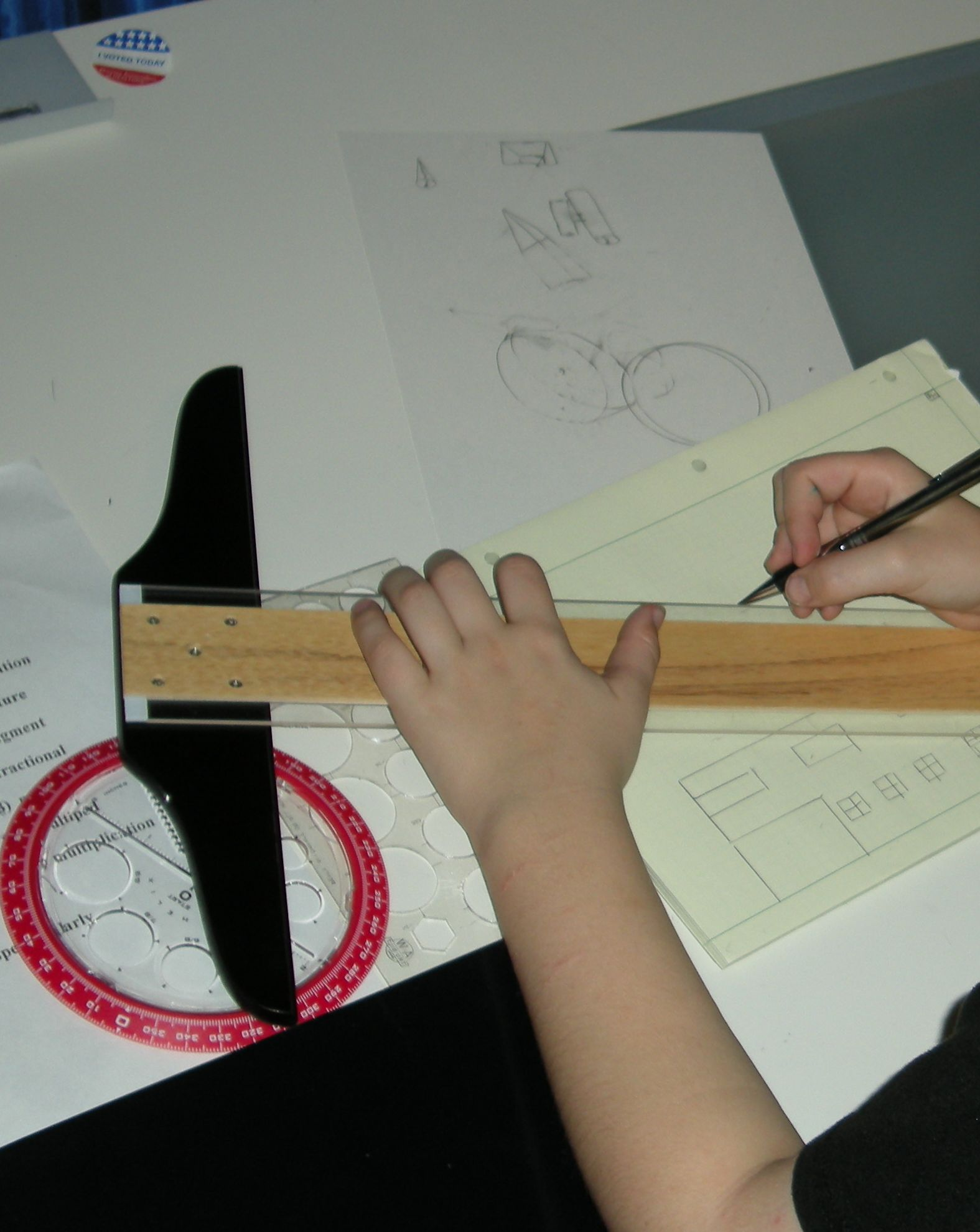
Рейсшина (однопланкова)

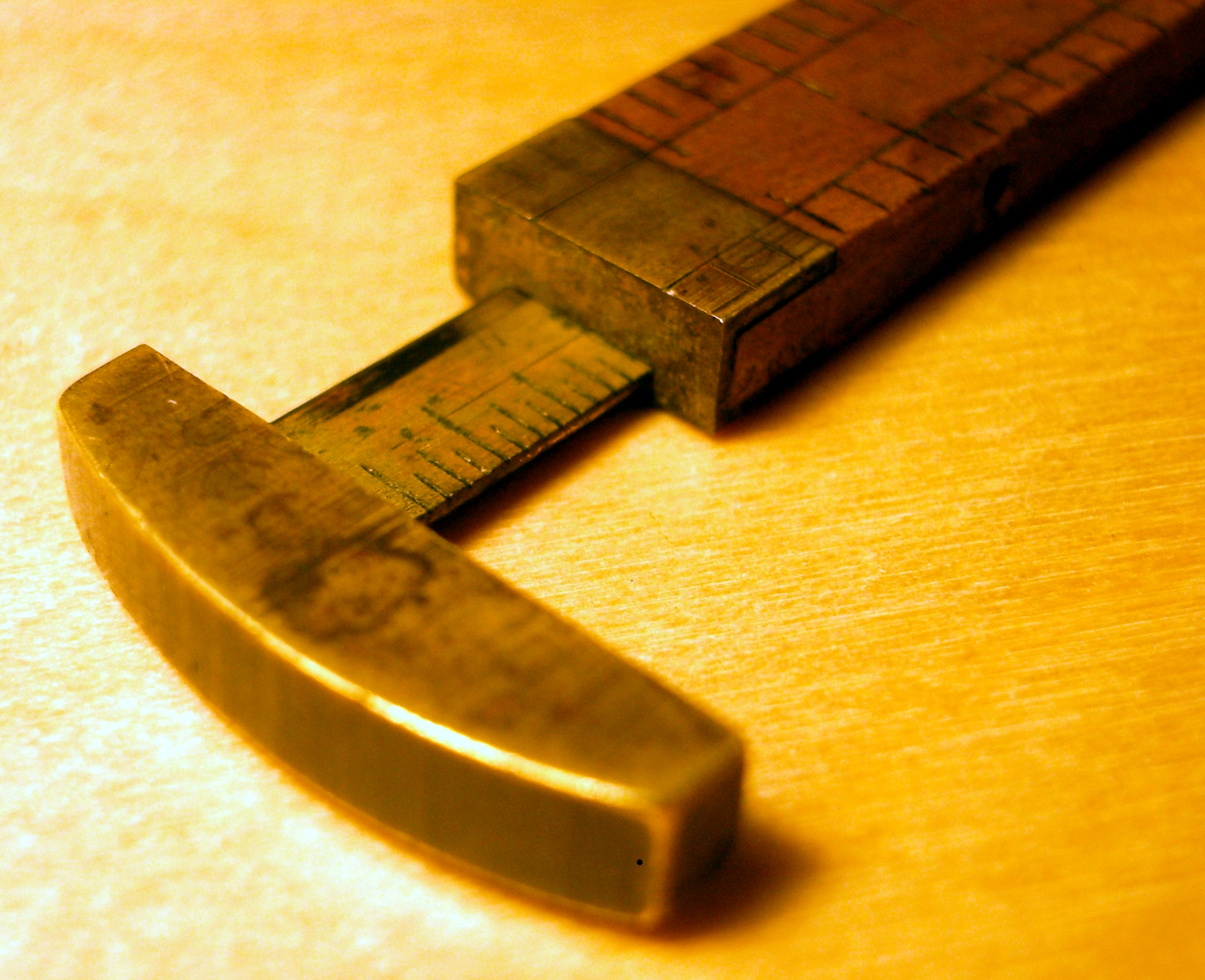
Старовинна рейсшина

Рейсши́на (нім. Reißschiene, від нім. reißen — креслити і нім. Schiene — шина, рейка) — креслярська лінійка Т-подібної форми, за допомогою якої проводять паралельні лінії. Спільне використання рейсшини з косинцем, циркулем і транспортиром дозволяє виконувати креслення будь-якої складності.

## Дерев'яні рейсшини
За ГОСТ 7286-81 розрізняють такі види дерев'яних рейсшин:
РДД — рейсшини з двопланковою головкою (довжина робочої зони лінійки 560…1320 мм);
РДО — рейсшини з однопланковою головкою (довжина робочої зони лінійки 300…750 мм);
РДР — рейсшини з роликами (довжина робочої зони лінійки 560…1320 мм).
Верхню планку двопланкових рейсшин роблять поворотною, що дає змогу проводити паралельні лінії під будь-яким кутом до краю креслярської дошки. Рейсшини зазвичай виготовляють з твердої деревини (груша, яблуня, бук, горіх, ясен, граб) за ГОСТ 2695-83. Головки рейсшини допускається виготовляти з деревини дуба чи берези.
На рейсшинах типу РДР симетрично відносно крайок і торців лінійки встановлюються ролики на осях, що перпендикулярні до площини лінійки.
При кресленні рейсшину притискають головкою до торця креслярської дошки. Рейсшина дозволяє проводити паралельні лінії з відхилом не більшим за 1 мм на 1000 мм довжини. Робоча крайка лінійки в однопланкових рейсшинах зорієнтована під кутом 90° до головки. Рейсшини з двопланковою головкою забезпечують проведення ліній з нахилом під довільним кутом.

## Інші види рейсшин
Для виконання креслярських робіт олівцем у побуті чи у навчанні застосовуються інерційні рейсшини — лінійки, що рухаються в потрібному напрямі на роликах, що котяться по поверхні кресленика, зберігаючи паралельність ліній.
У програмному забезпеченні для комп'ютерної графіки (ArchiCAD) розроблено інструменти, що мають назву електронні рейсшини (англ. Relative Construction Methods) і призначені для того, щоб обмежувати переміщення курсора при створенні та редагуванні елементів проекту, а саме:
- рейсшина Даміловського — для побудови перспективи, коли точка сходу лінії горизонту за контуром креслення [5]

- перпендикулярна побудова — переміщення курсора обмежується перпендикуляром до зазначеного відрізка;
- паралельна побудова — переміщення курсора обмежується напрямком, паралельним до вказаного відрізка;
- побудова бісектриси кута — переміщення курсора обмежується бісектрисою кута, утвореного двома зазначеними відрізками;
- побудова зі зміщенням — створюються елементи, паралельні до зазначеної ламаної лінії чи багатокутника;
- побудова з повторюваним зміщенням — аналогічне до попереднього варіанту, але з можливістю багатократного повторення операції;
- позиціювання курсора в спеціальних точках;
- припасування до поверхні — обмежує переміщення курсора лінією перетину робочої площини курсора і зазначеної площині.